# Vilém Sok-Sieger
Vilém Sok-Sieger (31. prosince 1902 Beroun – 18. července 1949 Věznice Pankrác) byl český voják a protikomunistický odbojář odsouzený komunistickým režimem k trestu smrti a popravený v roce 1949.

## Životopis
Narodil se v roce 1902 v Berouně.

### Do února 1948
V mládí se stal vojenský akademikem. V srpnu 1924 byl jmenován poručíkem, když působil u dělostřeleckém pluku číslo 109. Od srpna 1925 působil v dělostřeleckém pluku číslo 52. V červenci 1928 byl zraněn při letecké nehodě u Všejan. V říjnu 1928 se stal dělostřeleckým polním pozorovatelem letcem. V dubnu 1929 byl povýšen na hodnost nadporučíka. Od dubna 1932 poté působil v dělostřeleckém pluku číslo 301. V říjnu 1933 se poté stal kapitánem, přičemž od září 1934 působil v dělostřeleckém pluku číslo 51. Přemístěn byl poté opět v prosinci 1936. Na jaře 1938 byl pak povýšen do hodnosti štábního kapitána. Během druhé světové války pracoval ve státní správě. Od února 1946 začal působit v Hlavním štábu MNO. Od dubna 1946 poté působil u tankových jednotek, přičemž již v květnu 1946 byl jmenován majorem. Od února 1947 působil ve skupině důstojníků automobilnictva, přičemž v říjnu 1947 byl povýšen na podplukovníka. V červenci 1948 si změnil jméno z původního Vilém Sieger na Vilém Sok.

### Po únoru 1948
Po komunistickém převratu v roce 1948 se zapojil do protikomunistického odboje, přičemž byl členem skupiny Praha – Žatec, kterou měli vést Karel Sabela a Miloslav Jebavý. Skupina měla podle obvinění Státní bezpečnosti plánovat uskutečnění státního převratu při příležitosti prvního výročí komunistického převratu únoru 1949, později měl být termín přesunut na začátek března téhož roku. Spolu s podplukovníkem Josefem Gonicem měl v rámci převratu zajistit zprostředkování kontaktu mezi posádkami, které do něj měly být zapojeny, neboť Sieger i Gonic byli součásti hlavního štábu. Sieger s Gonicem měli podle obžaloby také vypracovat plány na obsazení budov Ministerstva obrany a Hlavního štábu. Dodnes ovšem není známo, nakolik jsou obvinění vůči skupině vykonstruována a jakou roli v něm skutečně sehráli jednotliví účastníci.

### Zatčení, věznění
Na počátku března 1949, několik dní před údajným plánem na vypuknutí převratu, byl ovšem s jeho dalšími údajnými aktéry zatčen. V dubnu 1949 na něj bylo podáno trestní oznámení. V červnu 1949 byl za trestné činy velezrady a vyzvědačství v politickém procesu odsouzen k trestu smrti. Stejný trest či doživotní tresty byly v procesu uděleny řadě dalších osob. Po zamítnutím odvolání byl popraven v červenci 1949.

## Po roce 1989

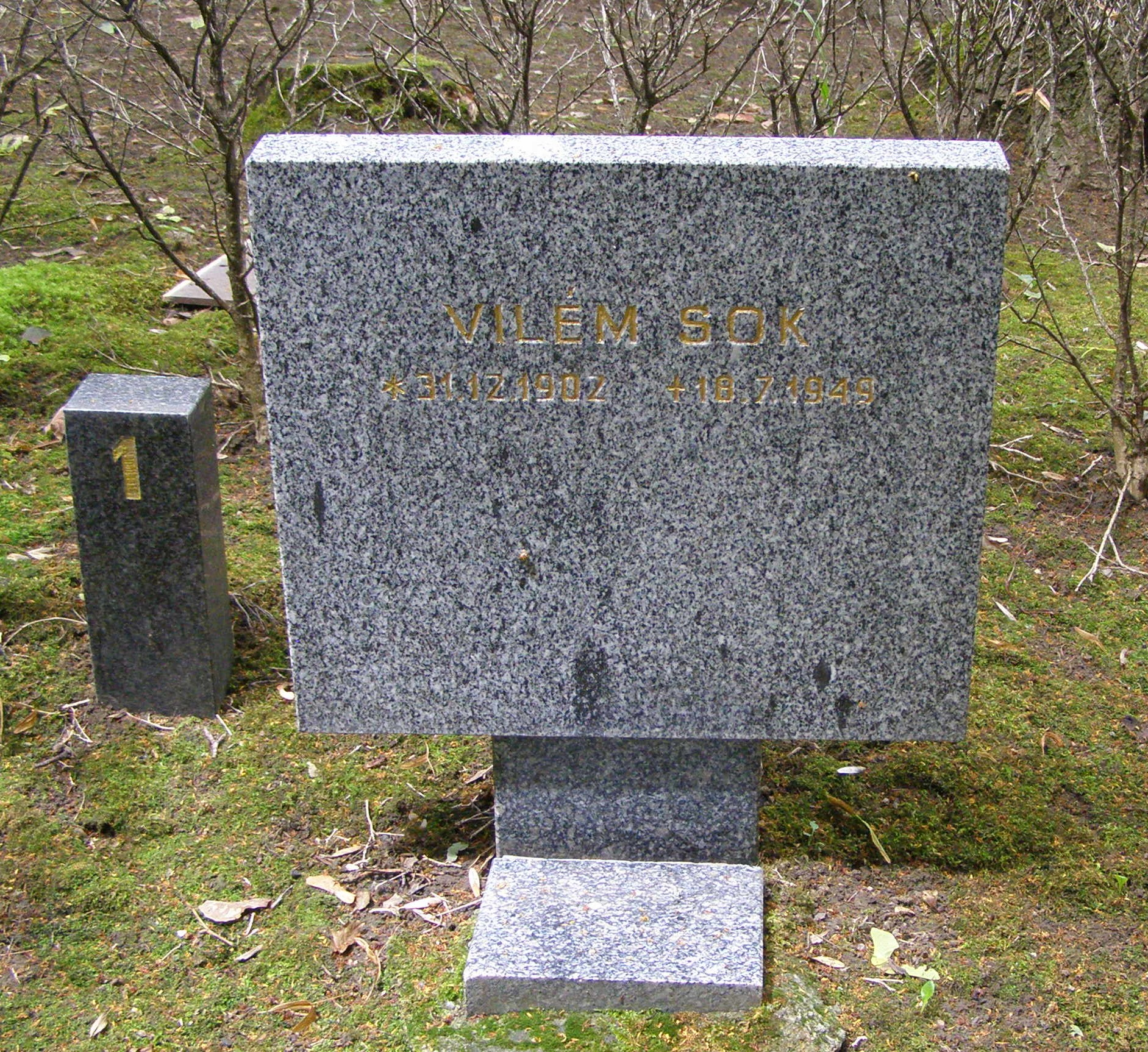
Symbolický hrob na Čestném pohřebišti popravených a umučených z padesátých let (III. odboj) na Ďáblickém hřbitově v Praze.
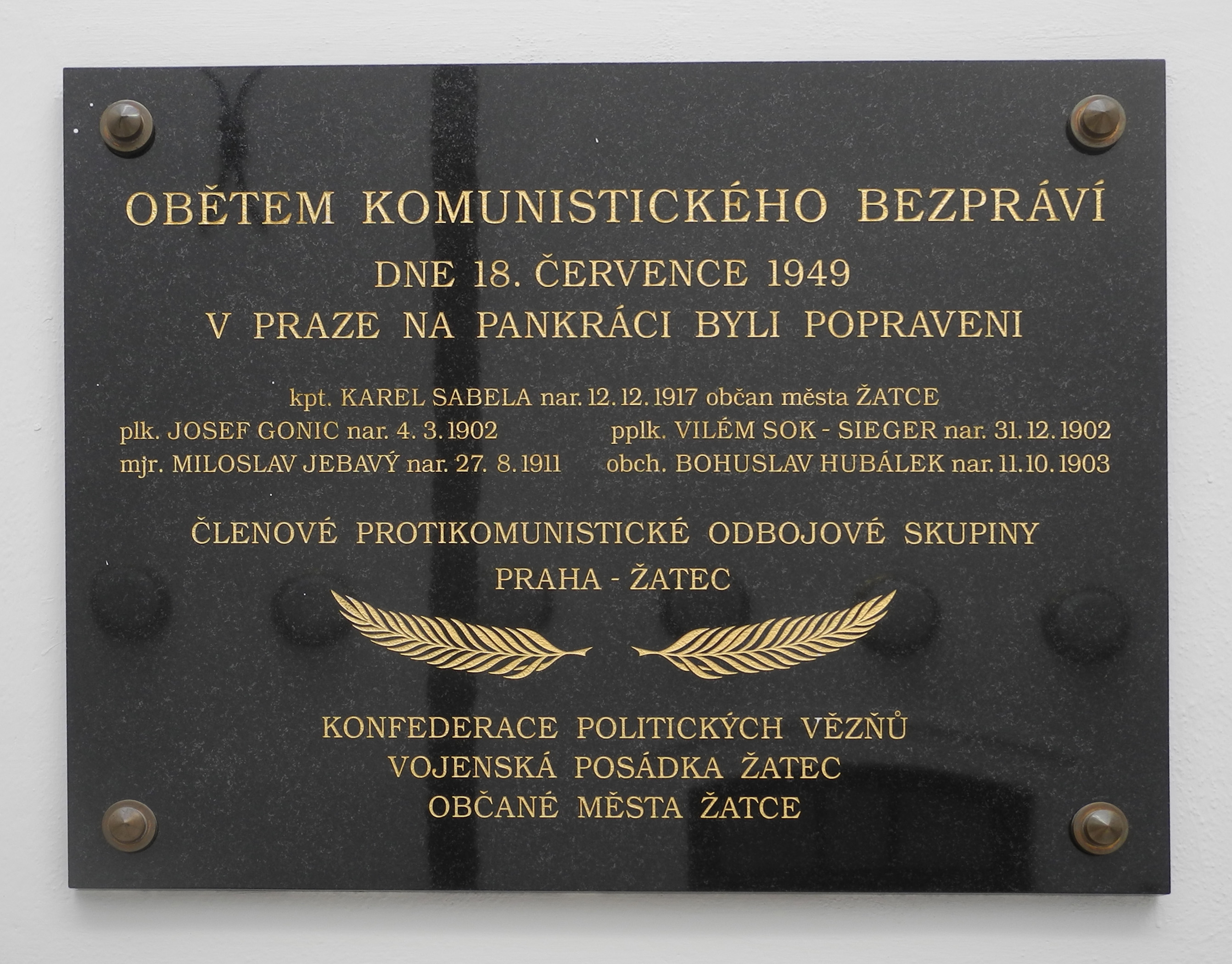
Pamětní deska na radnici v Žatci, kde je uvedeno jméno Viléma Soka
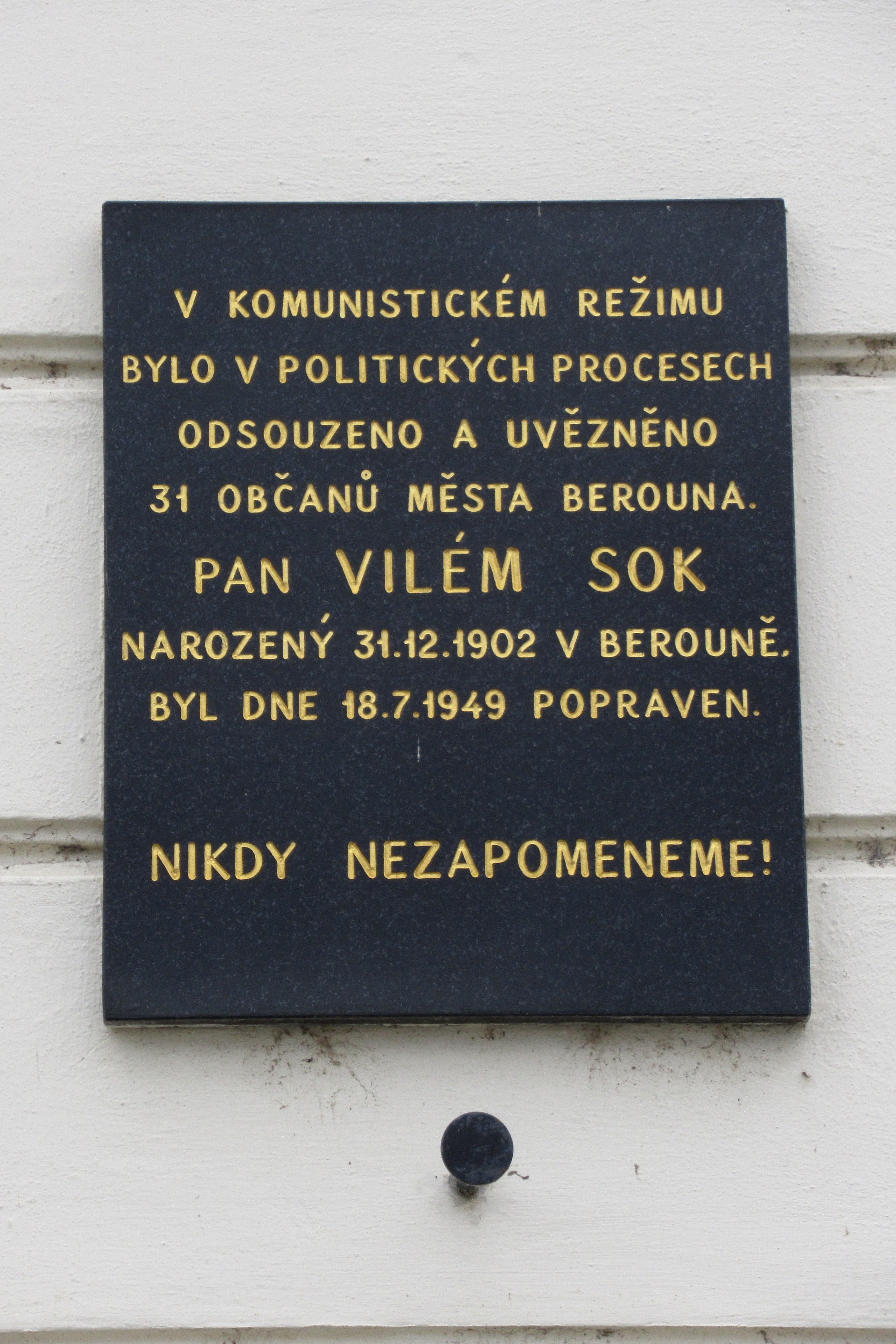
Pamětní deska se jménem Viléma Soka na budově městského úřadu v Berouně

Jeho památku připomíná hned několik pamětních desek, např v Berouně či Žatci. V roce 2010 mu byl in memoriam udělen Kříž obrany státu.
V roce 2023 byla ustanovena komise pro řešení otázek masových hrobů na Ďáblickém hřbitově působící při úřadu vlády ČR. Součástí zprávy, kterou v červenci 2025 vláda schválila, je návrh prvních exhumací v šachtě č. 14, ve které se nacházejí i ostatky Viléma Soka.